# Addio, addio
«Addio, addio» —[ad.ˈdi.ɔ ad.ˈdi.ɔ]; en español: «Adiós, adiós»; también titulada «Addio... Addio...»— es una canción compuesta e interpretada en italiano por Domenico Modugno. Se lanzó como sencillo en 1962 por Modugno mediante Fonit, y más tarde por Claudio Villa mediante Cetra. Fue elegida para representar a Italia en el Festival de la Canción de Eurovisión de 1962 tras ganar el Festival de la Canción de San Remo de 1962.

## Festival de Eurovisión

### Festival de la Canción de San Remo 1962
Esta canción participó en la final nacional para elegir al representante italiano del Festival de la Canción de Eurovisión de 1962, celebrada el 15 de febrero de ese año. La canción fue interpretada por Claudio Villa y por Domenico Modugno. Finalmente, la canción «Addio, addio» se declaró ganadora, y Villa fue elegido como intérprete de la canción en el Festival de Eurovisión, a pesar de que Modugno era el compositor de esta.

### Festival de la Canción de Eurovisión 1962
Esta canción fue la representación italiana en el Festival de Eurovisión 1962. La orquesta fue dirigida por Cinico Angelini.
La canción fue interpretada 15.ª en la noche del 18 de marzo de 1962 por Claudio Villa, precedida por Luxemburgo con Camillo Felgen interpretando «Petit bonhomme» y seguida por Mónaco con François Deguelt interpretando «Dis rien». Al final de las votaciones, la canción había recibido 3 puntos, quedando en 9.º puesto de un total de 16.
Fue sucedida como representación italiana en el Festival de 1963 por Emilio Pericoli con «Uno per tutte».

## Letra
La canción es una balada, en la que el intérprete intenta tratar el final de una relación. Canta que «Nuestro amor, agua de mar, se ha vuelto salado/Nuestros labios secos ya no tienen más palabras», pero se aferra a la esperanza de que «No es cierto que nuestro amor haya acabado», y se despide de su examante por última vez y dice «estamos enamorados y estamos rompiendo».

## Historial de lanzamiento
| Región           | Fecha               | Formato                    | Discográfica   | Ref.   |
| ---------------- | ------------------- | -------------------------- | -------------- | ------ |
| Domenico Modugno |                     |                            |                |        |
| Italia           | 23 de enero de 1962 | Disco de vinilo 7", 45 RPM | Fonit          | [ 1 ]  |
| Italia           | 1962                | Disco de vinilo 7", 45 RPM | Fonit          | [ 12 ] |
| Italia           | 1962                | Disco de vinilo 7", 45 RPM | Fonit          | [ 13 ] |
| Región           | Fecha               | Formato                    | Discográfica   | Ref.   |
| Claudio Villa    |                     |                            |                |        |
| Alemania         | 1962                | Disco de vinilo 7", 45 RPM | Ariola Records | [ 2 ]  |
| Alemania         | 1962                | EP                         | Ariola Records | [ 14 ] |
| Australia        | 1962                | EP                         | Cetra          | [ 15 ] |
| Italia           | 1962                | Disco de vinilo 7", 45 RPM | Cetra          | [ 16 ] |
| España           | 1962                | EP                         | Cetra          | [ 17 ] |

## Posicionamiento en listas
| País   | Lista             | Mejor posición |      |
| 1962   | 1962              | 1962           | 1962 |
| ------ | ----------------- | -------------- | ---- |
| Italia | Musica e dischi   | 4              |      |
| Italia | Hit Parade Italia | 39             |      |